# Оберау
Оберау (њем. Oberau) општина је у њемачкој савезној држави Баварска. Једно је од 22 општинска средишта округа Гармиш-Партенкирхен. Према процјени из 2010. у општини је живјело 3.030 становника. Посједује регионалну шифру (AGS) 9180126.

## Географски и демографски подаци
Оберау се налази у савезној држави Баварска у округу Гармиш-Партенкирхен. Општина се налази на надморској висини од 659 метара. Површина општине износи 17,9 km². У самом мјесту је, према процјени из 2010. године, живјело 3.030 становника. Просјечна густина становништва износи 170 становника/km².